# Karin Johansdotter (död 1676)
Karin Johansdotter, även kallad Smeds-Karin, död 1676 i Stockholm, är känd som en av de åtalade i häxprocessen i Katarina under det det stora oväsendet.
Karin uppges vara 47 år gammal och gift med en amiralitetssmed på Norrmalm. Hon anklagades för att ha bortfört barn till Satan i Blåkulla. 
Karin stod inför rätta vid samma tidpunkt som Britta Sippel rannsakades. Barnen vittnade om att Satan hade slagit Britta med klubba och ris. Barberarna Schultz och Gerting och klockare Simonsson gjorde då en kroppsundersökning av Sippel i fängelset, och upptäckte då en röd fläck på hennes rygg. Hon uppgav att hon låg illa i fängelset. Även Karin undersöktes vid samma tillfälle. Hon uppges ha haft märken som liknade spår efter misshandel på sin kropp. Hon uppgav att märkena berodde på de hårda förhållandena i fängelset. 20 april vittnade femtio personer mot Anna Månsdotter och Britta Sippela. Samma dag begick Karin självmord genom att hänga sig i fängelset. 
Den 15-åriga skepparpojken Christian Trullsson Wiss vittnade dagen därpå om att Satan hade sagt att han skulle flå Smeds-Karin och blåsa upp skinnet. Efter Karins död uppgav flera föräldrar att deras barn sade sig ha blivit fria från bortförandet, vilket togs som en bekräftelse att problemet med bortförandet löstes med häxornas död. Efter avrättningen av Anna Sippel, Britta Sippel och Anna Månsdotter angav de unga pigorna Margareta Matsdotter och Maria Jöransdotter sig själva som häxor. Maria Jöransdotter angav Karin som den som hade invigt henne till häxeri, innan hon även pekade ut Anna Persdotter.